# 和霊大祭
和霊大祭（われいたいさい）とは、愛媛県宇和島市の和霊神社で7月23日と7月24日に行われる夏祭りである。同時にうわじま牛鬼まつりが7月22日から7月24日まで行われる。
最終日の7月24日には同時に宇和島市営闘牛場で「宇和島闘牛大会・和霊大祭（七月）場所」行われる。

## 概要
- 1702年伊予国宇和島藩3代藩主伊達宗贇の治世、その長男の伊達兵五郎宗相・神尾帯刀・梶田又兵衛・三輪清助らが神輿3基を和霊神社に奉納、ご神幸が始まったことをきっかけとなった[1]。
- 3基の神輿が海を渡る海上渡御で、お旅所からお座船によって海上に奉納、海から川へ遡上し和霊神社に送る。今は神輿3基は須賀川辺りにわたる[1]。
- 大人たちによる走り込みだけでなく、子供たちによる特別な衣装を身にまとまって、稚児行列が行われる[1]。

## 日程
- 7月22日：うわじまガイヤカーニバル（午後2時～午後10時）
- 7月23日：例祭、宵宮祭、子ども牛鬼パレード　花火大会（宇和島湾から打ち上げ）、宇和島踊り（宇和島音頭）　ブラスバンドパレード
- 7月24日：子ども行列、御旅所祭、海上渡御、走り込み、神輿　牛鬼、花火大会（丸山から打ち上げ）

## 中止
- 2018年：西日本豪雨の影響で23日の例祭・宵宮祭は行うが、24日の子供行列・走り込みは中止[2]。うわじま牛鬼まつりでは中止が決定で、1967年以来で2度目[3]。
- 2020年：新型コロナウイルスの影響で、うわじま牛鬼まつりが中止[4]。
- 2021年：新型コロナウイルスの影響で、うわじま牛鬼まつりが中止。2年連続の中止となる[5]。